# Leptolambda
Leptolambda es un género de Pantodonto de la familia Barylambdidae que vivió en América del Norte durante el Paleoceno hace entre 56,8-50,3 millones de años.
Su especie tipo es Leptolambda schmidti